# Wohn- und Wirtschaftsgebäude Straßentor 2
Das Wohn- und Wirtschaftsgebäude Straßentor 2 in der niedersächsischen Gemeinde Worpswede stammt vom Anfang des 20. Jahrhunderts. Aktuell (2025) wird es zum Wohnen und als Möbelhaus (casa di mobili) genutzt.
Das Gebäude steht unter Denkmalschutz (siehe auch Liste der Baudenkmale in Worpswede).

## Geschichte und Beschreibung
Worpswede im Teufelsmoor wurde 1218 erstmals als Besitz des Klosters Osterholz erwähnt. Der Ort entwickelte sich ursprünglich aus mehreren Hofanlagen im alten Ortskern, zu denen auch Straßentor 2 zählte.
Das eingeschossige traufständige lange Vierständer-Hallenhaus in Backstein, mit reetgedecktem Satteldach mit mehreren Schleppgauben und Grooter Door mit Segmentbogen wurde 1904 (Inschrift) gebaut. Das Innengerüst ist viel älter und ist aus unterschiedlichen Bauphasen. Der älteste Bestand stammt dendrologisch von 1525. Der Wirtschaftsgiebel wurde 1904 in Backstein mit rund- und segmentbogigen Öffnungen sowie reichem Dekor gestaltet.
Das Landesdenkmalamt befand u. a.: „… äußere Erscheinung jedoch stark vom Umbau 1904 (i) geprägt …“